# Özer Kanra
Özer Kanra (* 1938 in Istanbul) ist ein ehemaliger türkischer Fußballspieler. Durch seine lange Tätigkeiten für Vefa Istanbul und Fenerbahçe Istanbul wird er mit diesem Vereinen assoziiert. Bei ersterem besuchte er auch das dazugehörige Gymnasium und bei Fenerbahçe war er an einigen wichtigen Erfolgen der Klubgeschichte beteiligt. Obwohl Kanras angestammte Spielposition die Offensive war, wurde er im Laufe seiner Karriere je nach Bedarf auf allen Positionen eingesetzt und war deswegen wegen seiner vielfältigen Spielweise bekannt.

## Spielerkarriere

### Verein
Kanra kam im Istanbuler Stadtteil Fatih auf die Welt. Dort besuchte er erst die 15. Grundschule (türkisch: 15 inci ilk okul) und anschließend die Gelenbevi Oberschule. Bereits zu dieser Zeit begann er mit seinen Schulkameraden während der Schulpausen mit einem Tennisball Fußball zu spielen. Nach der Oberschule besuchte er das renommierte Vefa-Gymnasium und das Atatürk-Gymnasium. Während dieser Zeit begann er auch mit dem Vereinsfußball und spielte für den Amateurverein Yavuz Sultan Selim SK. Bei diesem Verein wurde er 1957 für die türkische U-18-Nationalmannschaft entdeckt und mehrfach eingesetzt. Durch diese U-18-Länderspieleinsätze fiel er mehreren Talentjägern auf. Mit Sabri Kiraz bemühte sich auch der Cheftrainer von Vefa Istanbul um eine Verpflichtung Kanras – jenem Verein, der von Schülern des renommierten Vefa-Gymnasiums gegründet wurde. So wechselte er im Sommer 1957 als Profispieler zu Vefa.
Zum Zeitpunkt seines Wechsels zu Vefa existierte in der Türkei keine landesübergreifende Profiliga. Stattdessen existierten in den Ballungszentren wie Istanbul, Ankara und Izmir regionale Ligen, von denen die İstanbul Profesyonel Ligi (dt.: Istanbuler Profiliga) als die renommierteste galt. In dieser Liga spielten u. a. die drei großen Istanbuler Vereine Galatasaray, Fenerbahçe und Beşiktaş. Auch Vefa gehörte zu den beständigsten Mitgliedern dieser Liga. In diesem Umfeld gab Kanra am 30. August 1957 in der Ligapartie gegen Beykozspor sein Profidebüt. Trotz seines jungen Alters eroberte er sich schnell einen Stammplatz und absolvierte bis zum Saisonende 17 von 18 möglichen Ligaspielen.
Ab Frühjahr 1959 nahm Kanra mit Vefa an der neugegründeten und landesweit ausgelegten Millî Lig (der heutigen Süper Lig) teil. Diese neue Liga löste die bisher vorhandenen regionalen Ligen in den größeren Ballungszentren, wie die İstanbul Profesyonel Ligi, ab. Die erste Spielzeit der Millî Lig wurde von Februar 1959 bis Juni 1959 ausgespielt und endete mit einem Sieg von Fenerbahçe Istanbul. In dieser erste Spielzeit der Millî Lig wurde die Meisterschaft in zwei Runden ausgetragen. In der ersten Runde fand das Ligasystem un zwei separaten Gruppen stand. In der zweiten Runde entschieden die beiden Gruppenersten in einem Finale mit Hin- und Rückspiel die Meisterschaft unter sich. Kanra nahm mit seiner Mannschaft in der Gruppe Rot am Wettbewerb teil. Hier lieferte sich Vefa über die gesamte Saison mit Galatasaray Istanbul ein Kopf-an-Kopf-Rennen um den 1. Tabellenplatz der Gruppe. Am Ende belegte der Verein punktgleich hinter Galatasaray den zweiten Tabellenplatz und verpasste die Möglichkeit, erster türkischer Fußballmeister zu werden. Kanra bildete mit seinen Sturmpartnern Hilmi Kiremitçi und İsmet Yamanoğlu eines der erfolgreichsten Sturmtrios der Liga und war an diesem Erfolg, der eines der größten der Vereinsgeschichte werden sollte, maßgeblich beteiligt. Kanra wurde in dieser Spielzeit mit sieben Ligatoren der erfolgreichste Torschütze seiner Mannschaft. In der zweiten Spielzeit, in der die Liga in ein einspuriges Ligasystem überführt wurde, belegte Vefa den 11. Tabellenplatz, wobei Kanra sechs Saisontore erzielte.
Nachdem Kanra auch die Spielzeit 1960/61 bei Vefa verbracht hatte, konnte er sich mit seinem Verein aufgrund unterschiedlicher Gehaltsvorstellungen nicht auf eine Vertragsverlängerung einigen. So wechselte er im Sommer 1961 zum Stadt- und Ligarivalen Fenerbahçe Istanbul und folgte damit seinem langjährigen Strumparten Hilmi Kiremitçi. Dieser verließ Vefa eine Spielzeit vorher Richtung Fenerbahçe. In seiner ersten Saison für seinen neuen Klub kam Kanra zu 23 Ligaeinsätzen und erzielte dabei zwei Tore. Mit seinem Verein wurde er hinter dem Erzrivalen Galatasaray Istanbul Vizemeister der Saison 1961/62. Nachdem im Sommer 1962 mit Kadri Aytaç eine weitere Offensivkraft den Verein verlassen hatte, kam Kanra zu mehr Spieleinsätzen. Er etablierte sich schnell als Ergänzungsspieler und absolvierte in der Saison 1962/63 28 Ligaspiele. Mit seinem Verein konnte er in der Saison 1963/64 die türkische Meisterschaft holen. Kanra eroberte sich im Saisonverlauf einen Stammplatz und musste im April 1964 aufgrund einer Meniskusverletzung den Rest der Spielzeit ausfallen. Aufgrund dieser Verletzung stand er seiner Mannschaft erst ab Oktober 1964 wieder zur Verfügung, eroberte aber nach seiner Rückkehr wieder schnell einen Stammplatz. In der Spielzeit 1964/65 konnte er erneut mit seinem Team die türkische Meisterschaft holen. Dadurch gelang seinem Team die Titelverteidigung in der Meisterschaft, die erste der Vereinsgeschichte. Nachdem in der Saison1. Lig 1965/66 die erneute Titelverteidigung in der Meisterschaft verpasst wurde, entschied die Klubführung, eine Kaderrevision durchzuführen, und setzte neben Spielern wie Şenol Birol, Hüseyin Yazıcı, Aydın Yelken, İsmail Kurt auch Kanra auf die Verkaufsliste.
Nachdem Fenerbahçe Kanra im Sommer 1966 auf die Verkaufsliste gesetzt hatte, verließ er erst nicht den Verein. Da er aber in der Hinrunde der Saison 1966/67 nicht eingesetzt wurde, überredete er die Vereinsführung ihn für die Rückrunde an den Ligarivalen Karşıyaka SK auszuleihen und folgte damit seinem Teamkollegen Şenol Birol. Nach 13 Ligaspielen für Karşıyaka kehrte er zu Fenerbahçe zurück und wurde für die kommende Saison im Kader behalten. In der Saison 1967/68 konnte er mit seinem Team zum dritten Mal die türkische Meisterschaft und zusätzlich den Türkischen Pokal holen. Dadurch gehörte er zu jenem Kader Fenerbahçes, der das erste Double der Vereinsgeschichte holen konnte. Kanra wurde in dieser Spielzeit teilweise auch verletzungsbedingt in lediglich fünf Ligaspielen eingesetzt. Nach dieser Saison wurde er im Sommer 1968 von Fenerbahçe freigestellt und verhandelte mit Sakaryaspor.

### Nationalmannschaft
Kanra begann seine Nationalmannschaftskarriere im SMärz 1957 mit einem Einsatz für die türkische U-18-Nationalmannschaft und absolvierte bis zum September 1958 fünf weitere Spiele.
Am 27. März 1963 wurde Kanra vom Nationaltrainer Bülent Eken im Rahmen eines Testspiels gegen die italienische Nationalmannschaft zum ersten Mal für das Aufgebot der türkischen Nationalmannschaft nominiert und absolvierte in dieser Begegnung sein erstes und einziges A-Länderspiel.

## Erfolge
Mit Fenerbahçe Istanbul
- Türkischer Meister: 1963/64, 1964/65, 1967/68
- Türkischer Pokalsieger: 1967/68
- Türkischer Pokalfinalist: 1964/65
- Präsidenten-Pokalsieger: 1967/68
- Balkanpokalsieger: 1964/65
- Spor-Toto-Pokalsieger: 1964/65